# Benigànim
Benigànim – gmina w Hiszpanii, w prowincji Walencja, we wspólnocie autonomicznej Walencja, o powierzchni 33,44 km². W 2011 roku liczyła 6411 mieszkańców.